# Paratrechina phantasma
Paratrechina phantasma är en myrart som beskrevs av Trager 1984. Paratrechina phantasma ingår i släktet Paratrechina och familjen myror. Inga underarter finns listade i Catalogue of Life.

## Bildgalleri

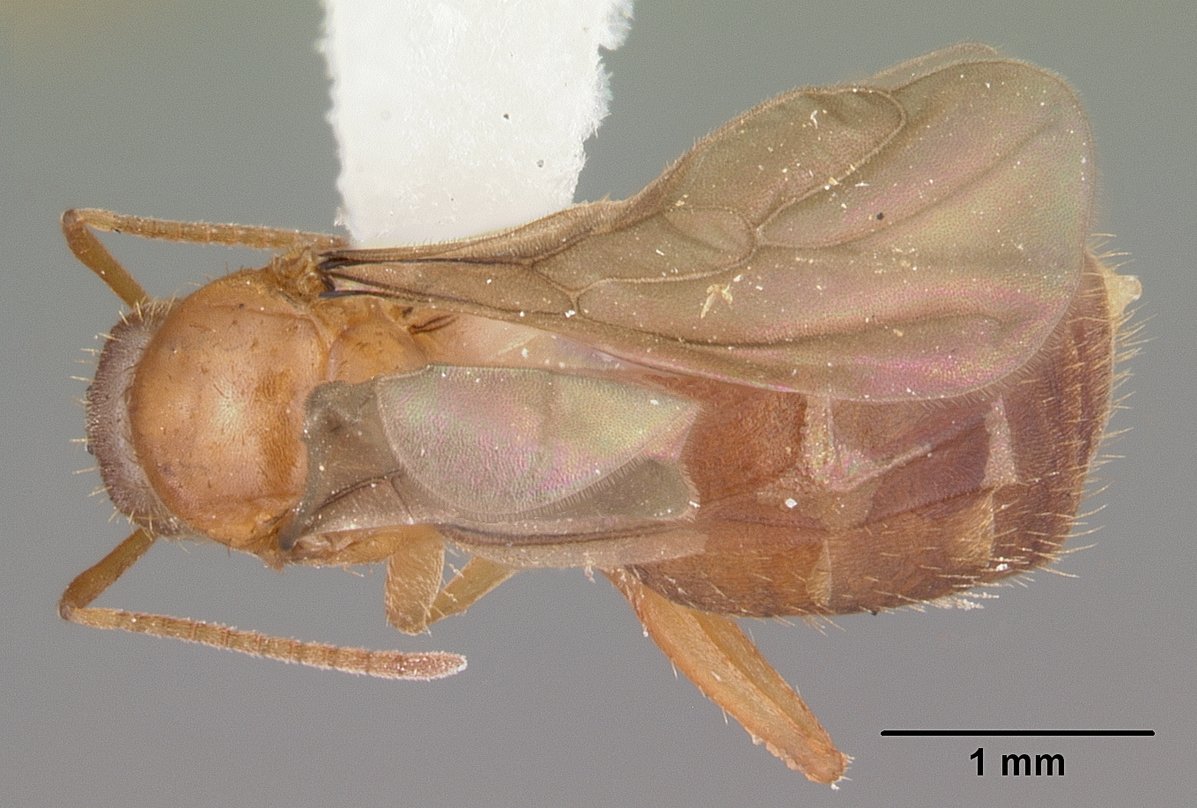
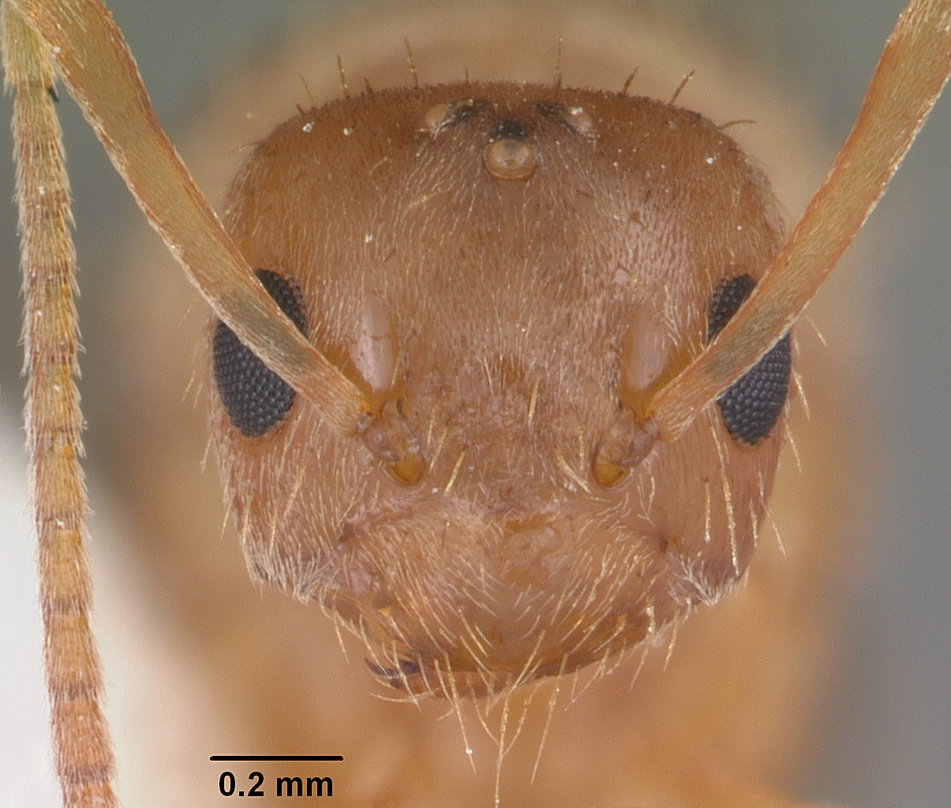
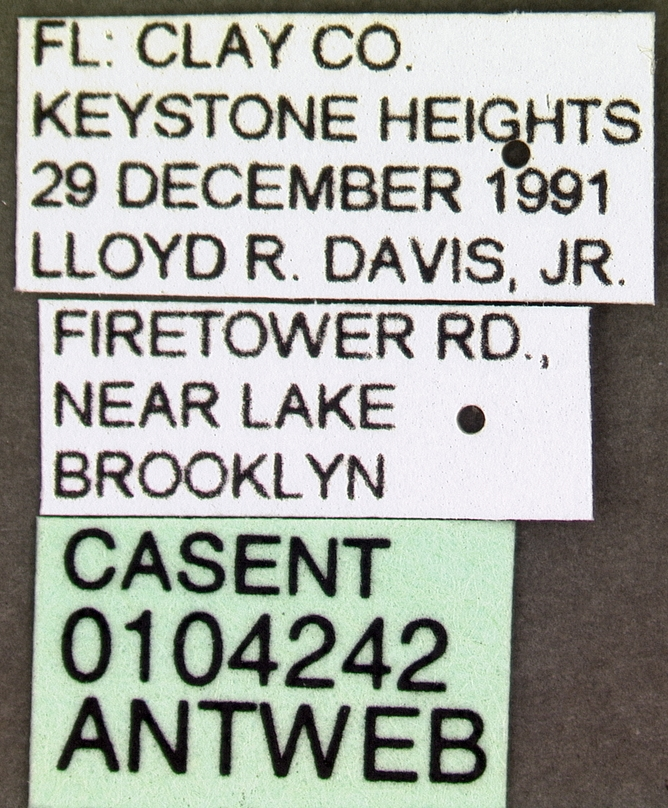
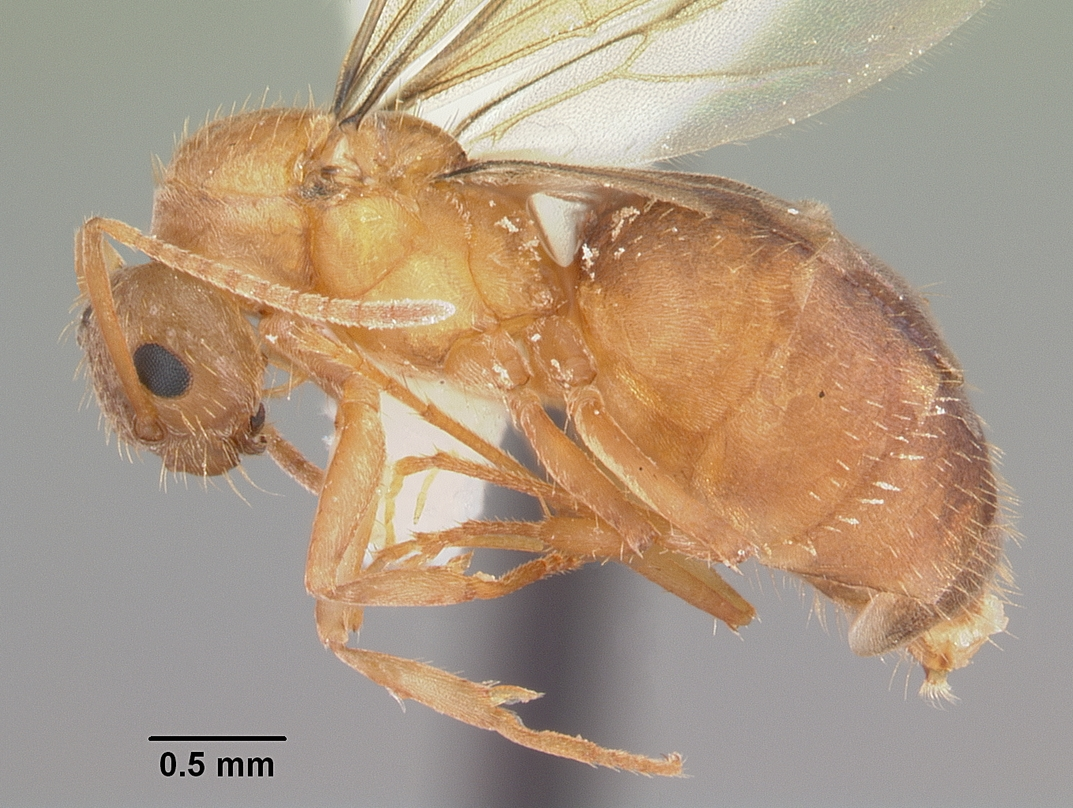
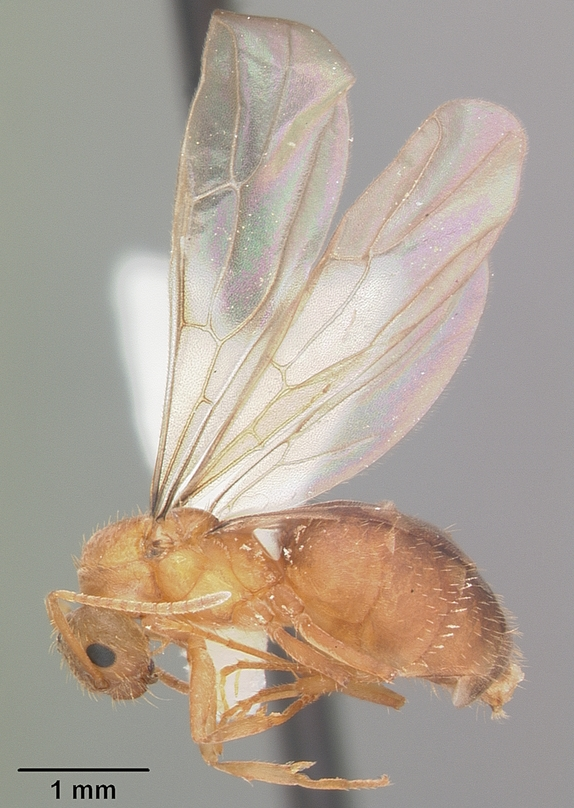
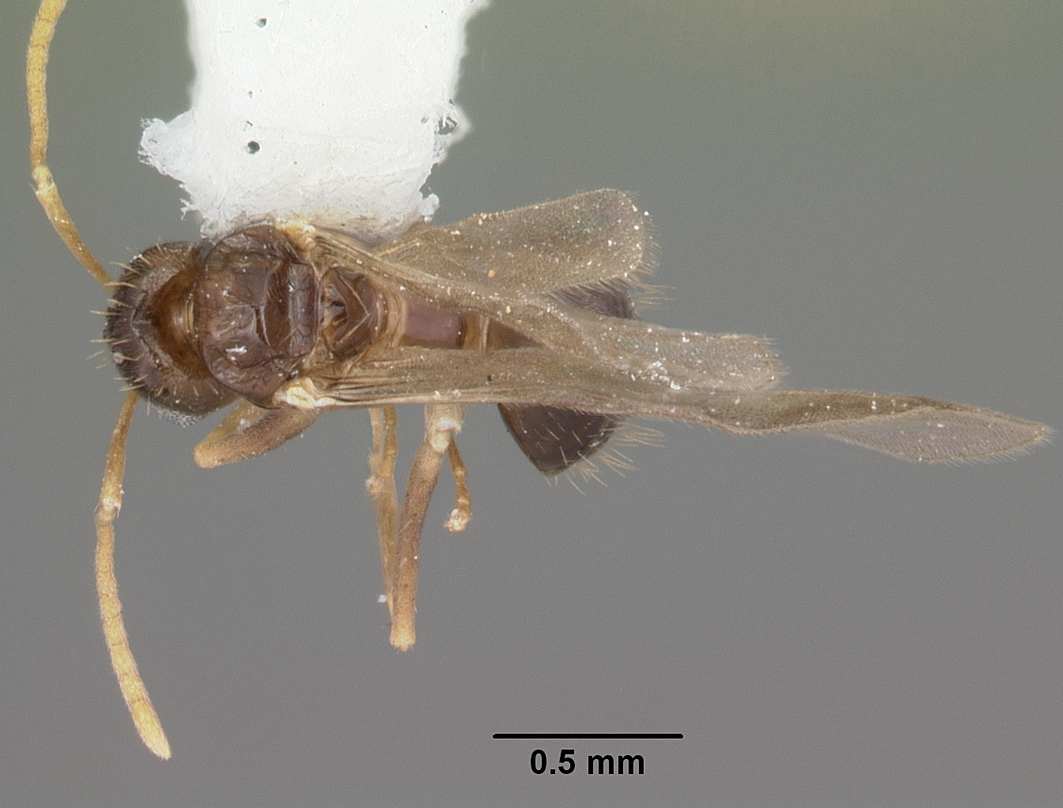